# Balloy
Balloy je francouzská obec v departementu Seine-et-Marne v regionu Île-de-France. V roce 2012 zde žilo 319 obyvatel.

## Poloha obce
Obec leží u hranic departementu Seine-et-Marne s departementem Yonne, tedy i u hranic regionu Île-de-France s regionem Burgundsko-Franche-Comté. Sousední obce jsou: Bazoches-lès-Bray, Égligny, Gravon, Châtenay-sur-Seine, Vimpelles a Vinneuf (Yonne).

## Vývoj počtu obyvatel
Počet obyvatel